# Финска на Зимским олимпијским играма 2018.
Финска учествује на Зимским олимпијским играма 2018. које се одржавају у Пјонгчанг у Јужној Кореји од 9. до 25. фебруара 2018. године. Олимпијски комитет Финске послао је 106 квалификованих спортиста у једанаест спортова. 

## Освајачи медаља

### Злато
- Иво Нисканен — Скијашко трчање, 50 км класично

### Сребро
- Криста Пермекоски — Скијашко трчање, 30 км класично

### Бронза
- Криста Пермекоски — Скијашко трчање, 15 км скиатлон
- Ени Рукајерви — Сноубординг, слоупстајл
- Криста Пермекоски — Скијашко трчање, 10 км слободно
- Женска репрезентација Финске у хокеју на леду

## Учесници по спортовима
| Спорт                 | Мушкарци | Жене | Укупно |
| --------------------- | -------- | ---- | ------ |
| Алпско скијање        | 2        | 0    | 2      |
| Биатлон               | 3        | 5    | 8      |
| Брзо клизање          | 2        | 1    | 3      |
| Керлинг               | 1        | 1    | 2      |
| Нордијска комбинација | 5        | 0    | 5      |
| Скијашки скокови      | 5        | 1    | 6      |
| Скијашко трчање       | 11       | 8    | 19     |
| Слободно скијање      | 3        | 1    | 4      |
| Сноубординг           | 7        | 1    | 8      |
| Уметничко клизање     | 0        | 1    | 1      |
| Хокеј на леду         | 25       | 23   | 48     |
| 11 спортова           | 64       | 42   | 106    |